# Micrathyria sympriona
Micrathyria sympriona är en trollsländeart som beskrevs av Tennessen 2000. Micrathyria sympriona ingår i släktet Micrathyria och familjen segeltrollsländor. Inga underarter finns listade i Catalogue of Life.